# フクロウ
フクロウ（梟、鴞、Strix uralensis）は、鳥綱フクロウ目フクロウ科フクロウ属に分類される鳥類である。別名ウラルフクロウ。
夜行性であるため、人目に触れる直接の機会は多くないが、その知名度は高く、「森の物知り博士」、「森の哲学者」などとして人間に親しまれている。木の枝で待ち伏せて音もなく飛び、獲物に飛び掛かることから「森の忍者」と称されることもある。

## 分布
スカンジナビア半島から日本にかけてユーラシア大陸北部に帯状に広く分布する。温帯から亜寒帯にかけての針葉樹林、混交林、湿地、牧草地、農耕地などに生息し、留鳥として定住性が強い。
日本では、九州以北から、四国、本州、北海道にかけて分布する留鳥で、平地から低山、亜高山帯にかけての森林、農耕地、草原、里山などに生息する。大木がある社寺林や公園で見られることがある。

## 基本情報
全長は50-62 cm、翼開長は94-110 cm、尾長は22-25 cm。日本のフクロウ類ではシマフクロウ（全長約71 cm）、ワシミミズク、シロフクロウ（全長約58 cm）に次いで大きく、ハシボソガラス（全長約50 cm）と同じ程の大きさ。体重はオスが500-950 g、メスが570-1,300 g。尾羽は12枚あり、褐色の横斑があり、やや長く扇形。上面は褐色の羽毛で覆われ、濃褐色や灰色、白い斑紋が入る。下面は白い羽毛で被われ、褐色の縦縞が入る。顔は灰褐色の羽毛で被われ、顔を縁取る羽毛（顔盤）はハート型。翼は短く、幅広い。翼下面は淡褐色の羽毛で被われ、黒い横縞が入る。雌雄同色。
平たいお面のような顔で、頭は丸くて大きい。目は大きく暗闇でも物がよく見えるように眼球が大きく発達し、眼球とまぶたの間に半透明の瞬膜があり、日中は眼球を覆い網膜を保護する。角膜は大きく盛り上がり、網膜細胞が発達している。目は、他の種類の鳥が頭部の側面にあるのに対して、人間と同じように頭部の前面に横に並んでいる。虹彩は黒や暗褐色。嘴は先端が鋭く、視野の邪魔にならないように短く折れ曲がっていて、色彩は緑がかった黄褐色。趾は羽毛で被われ、指が前後2本ずつに分かれていて、大きな指の先に鋭いかぎ状の爪が付いている。ミミズクにある羽角はなく、耳は目の横にあり、顔盤の羽毛で隠れている。
幼鳥は全身が白い羽毛で被われる。

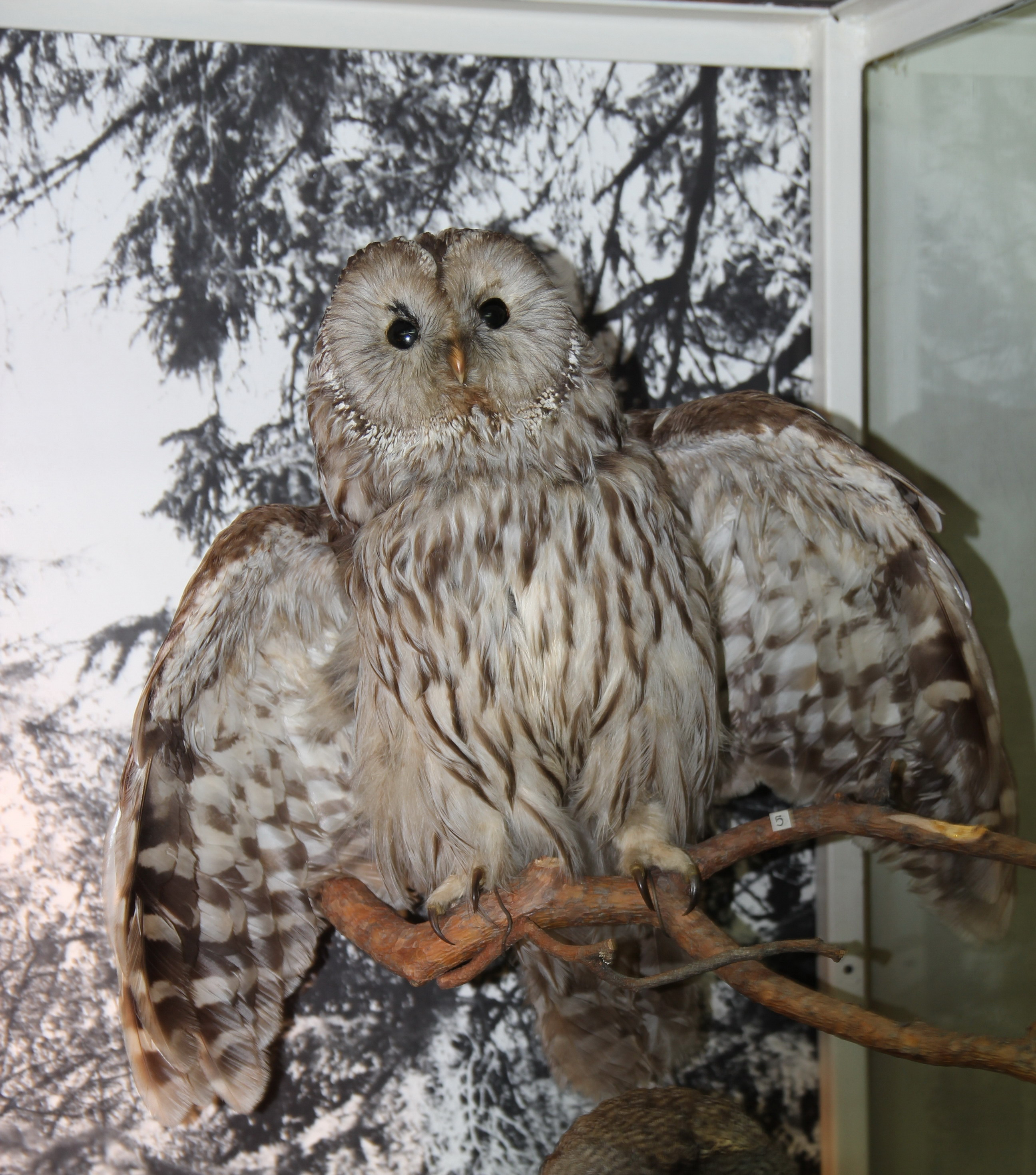
剥製
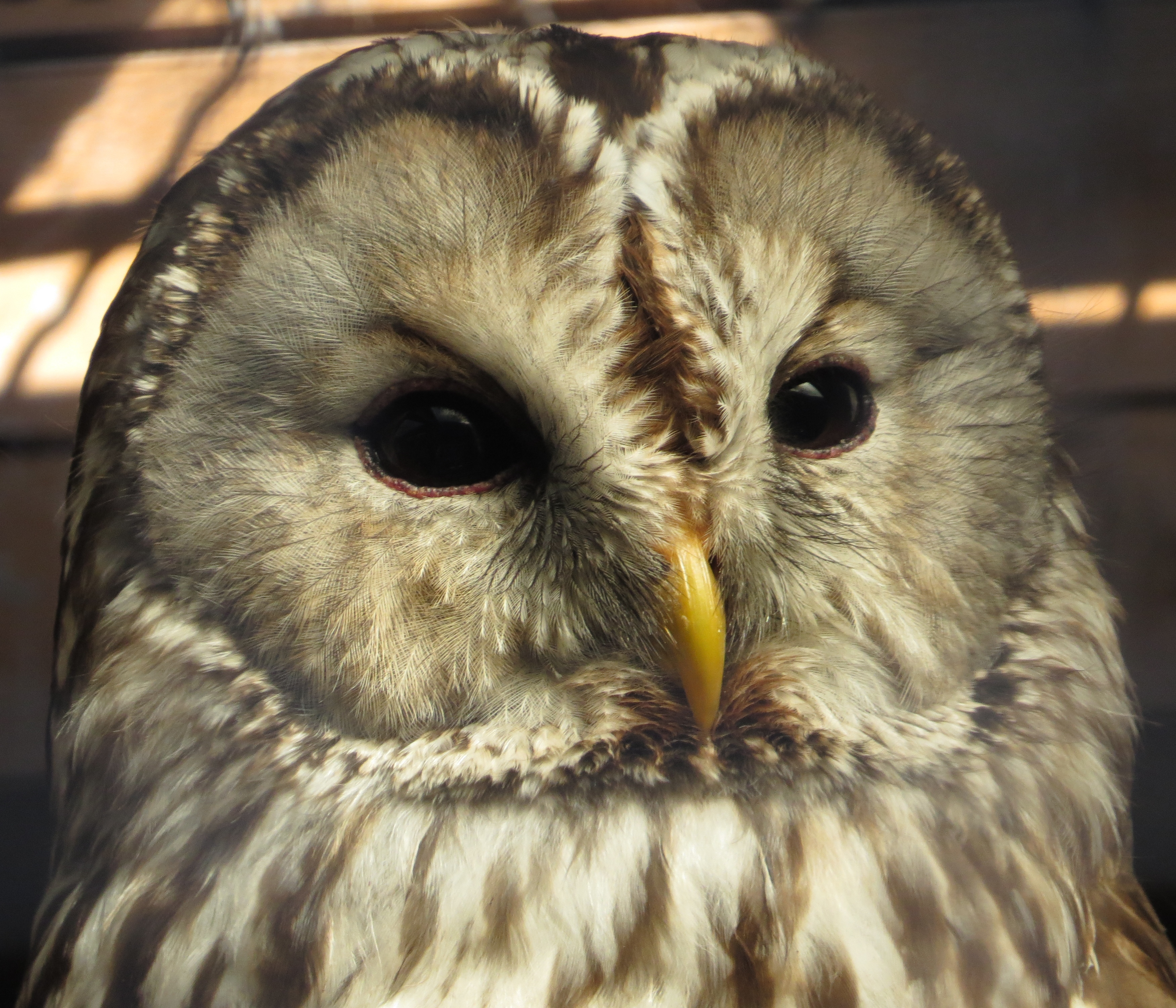
ハート型の顔盤の頭部
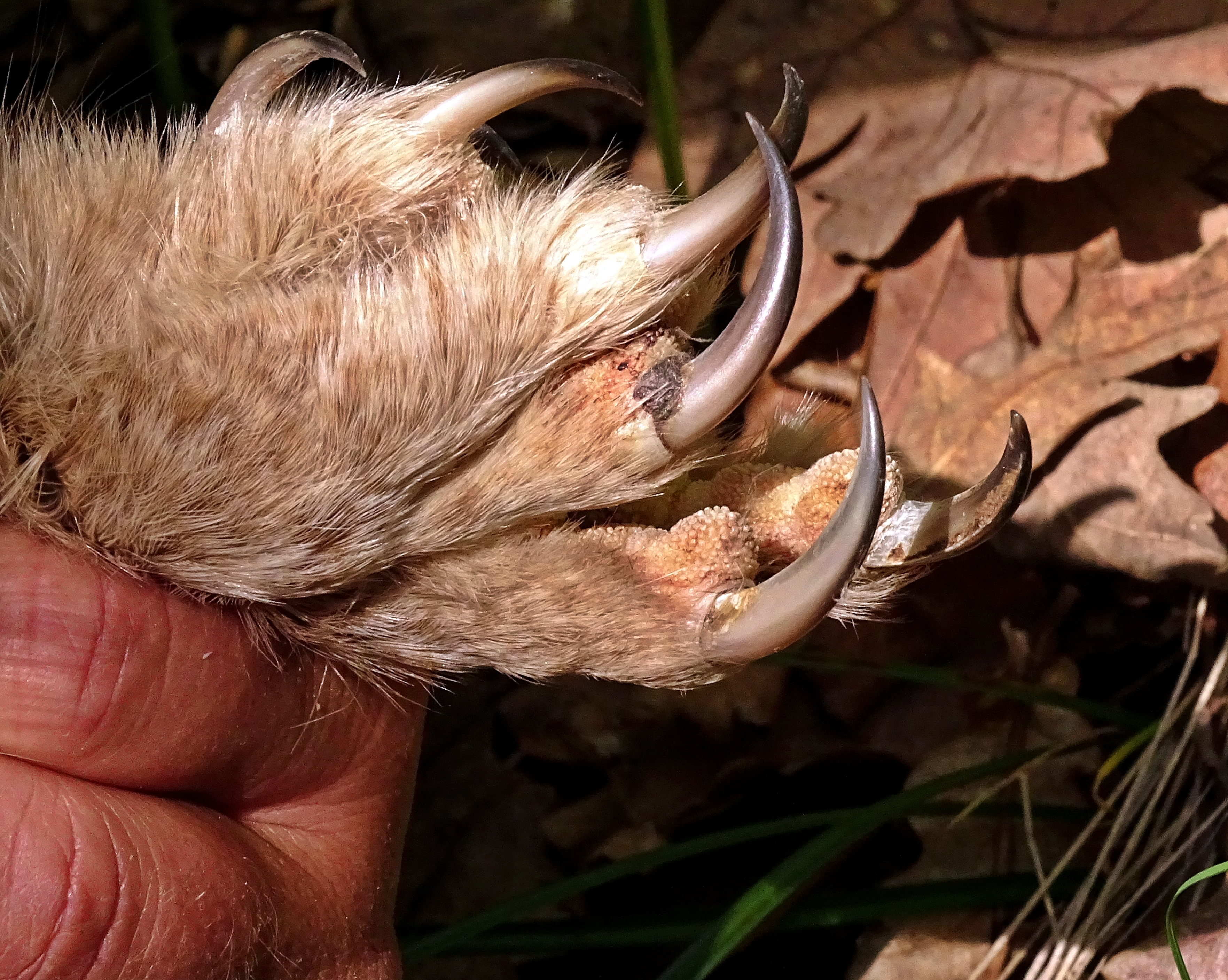
鋭さを持った爪

## 分類
日本にはエゾフクロウ、トウホクフクロウ、ウラルフクロウ、モミヤマフクロウ、キュウシュウフクロウの５亜種が分布し、北の亜種ほど体色が白っぽく、南の亜種ほど暗色である。
分類は諸説あり例としてIOC World Birdlist(v7.3)では10亜種を認めている。一方でClements Checklists ver. 2016では亜種S. u. dauricaと亜種モミヤマフクロウを認めずに8亜種を認めている。日本産鳥類目録 改訂第7版でも少なくとも日本産の亜種間でも分布の境目は不明瞭で、検討が必要としている。以下の分類・分布はIOC World Birdlist(v7.3)に、和名・日本産亜種の分布は日本産鳥類目録 改訂第7版に従う。
Strix uralensis uralensis Pallas, 1771
ヨーロッパロシア東部、シベリア西部
Strix uralensis daurica Stegmann, 1929
シベリア中南部からモンゴル北東部・シベリア南東部・中華人民共和国北東部にかけて
Strix uralensis fuscescens Temminck & Schlegel, 1850 キュウシュウフクロウ
本州南部、四国、九州
Strix uralensis hondoensis (Clark, 1907) フクロウ
本州北部。以前はトウホクフクロウと呼ばれていた。
Strix uralensis liturata Lindroth, 1788
ポーランド北部からスカンジナビア半島・ロシア北西部にかけて
Strix uralensis macroura Wolf, 1810
ヨーロッパ中部および南東部
Strix uralensis momiyamae Taka-Tsukasa, 1931 モミヤマフクロウ
本州中部
Strix uralensis nikolskii Buturlin, 1907
中華人民共和国北東部、朝鮮半島、シベリア南東部、サハリン
Strix uralensis japonica (Clark, 1907) エゾフクロウ
北海道、千島列島南部
Strix uralensis yenisseensis Buturlin, 1915
シベリア中央部と北東部からモンゴル高原北西部

## 生態

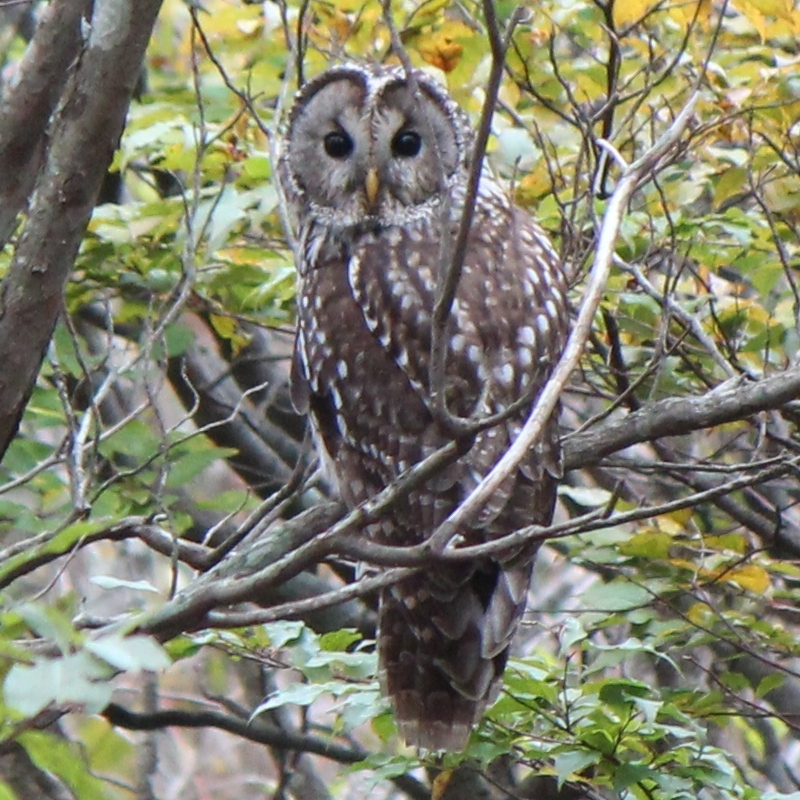
首を約180度回して振り向くフクロウ

単独またはつがいで行動し、渡りは行わない。夜行性で昼間は樹洞や木の横枝などでほとんど動かず目を閉じて休息している。夕方から活動を始めるが、日中に行動することもある。冬場の獲物が少ない時や強風や雨天が続いた場合は昼間でも狩りを行ったり、保存した獲物を食べる。日中木の枝でじっとしている時にカケスなどの他の鳥に騒ぎ立てられて、他の場所へ逃げ出すこともある。森林内の比較的開けた空間や林縁部などの樹上で獲物を待ち伏せて、首を回しながら小動物の立てる物音を察知し獲物を見つけると羽音を立てずに軽やかにふわふわと直飛し獲物に近づく。足の指を広げて獲物の背中に突き立て、獲物を押さえつけて締め殺す。目は人間の10-100倍ほどの感度があるとみられていて、目で遠近感をつかめる範囲は60-78度と広いが、視野は約110度と狭く、これを補うために首は上下左右約180度回り、真後ろを見ることができる。体を動かさずに首だけで約270度回すことができる。発達した顔盤は小さな音を聞くアンテナとしての機能があり。左右の耳は大きさが異なり位置も上下にずれているため、音源の位置の方向と距離を立体的に認識することができる。聴覚が発達しており、音により獲物の位置を特定し、雪の下にいるノネズミや地上付近のトンネル内を移動しているモグラやミミズを仕留めることができる。

### 食性
ヨーロッパ北部で行われたペリットの内容物調査では主に小型哺乳類、鳥類、両生類が検出され、昆虫が含まれることは2%未満でまれという報告例がある。2000年に発表された北海道での同一個体のペレットの内容物調査では主にタイリクヤチネズミが検出され（81%）、次いでアカネズミ6.8%、ヒメネズミ4%、鳥類3.6%、シマリス1.4%、ハントウアカネズミ・ドブネズミ・ヒメヤチネズミClethrionomys rutiusが0.4%ずつという報告例がある。日本でも昆虫を食べることはまれとされていたが、2009年に発表された上賀茂試験地での調査では6 - 8月にかけて本種の周辺にカブトムシの成虫の死骸が多く散乱し、実際に飛翔中のカブトムシを本種が捕える様子が確認されたという報告例もある。この報告例ではメスの死骸の発見率が高く、卵を持ち高栄養価のメスを選択的に捕食していた可能性が示唆されている。2007年に発表された富士河口湖町での人工巣内でのビデオ撮影および獲物の残骸から主にアカネズミ・ヒメネズミ・スミスネズミといったネズミ類（約79.7 %）、ヤマネ、アズマモグラ・ヒミズ・ジネズミといった真無盲腸類、ニホンノウサギ（哺乳類全体で約87.9%）、昆虫（約7.8%）、コガラ・コジュケイ・コルリなどの鳥類（約1.7%）を捕食したという報告例があり、鳥類の比率が小さいのは夜行性の本種とは活動する時間帯が重複しないためだと考えられている。食性は動物食で、主にネズミや小型の鳥類を食べるが、モグラやヒミズなどのトガリネズミ目、モモンガ、リスといった小型の哺乳類、カエルなどの両生類、爬虫類、カブトムシやセミなどの昆虫なども食べる。最も多く捕食しているものが、丸呑みし易いハタネズミの仲間の野ネズミ。ハタネズミは体長が約10cm、体重が30-40g程度で、アカネズミやヒメネズミなどと比較して敏捷性が劣る。日齢が2-45日の巣立ち前のヒナの1日当たりの食餌量は50-200g、日齢46 - 66日の巣立ち後の幼鳥の食餌量は約200g、日齢66以上の若鳥を含む成鳥の食餌量は約100g。捕獲した獲物を丸呑みし消化し、骨や羽毛などの消化できないものを塊（ペリット）として吐き出す。市街地近くの森林の少ない場所で巣営するものは、周辺をねぐらとするカワラバトやスズメを捕食したり、民家の屋根裏をねぐらとするアブラコウモリ、飲食店付近ではドブネズミ、夜間に電灯や自動販売機の照明に集まる大型の昆虫などを捕食することもある。秋にはたくさんのノネズミを捕獲して皮下脂肪に蓄えて冬に備える。11月から翌年の2月までにフクロウが食べた物の種類とその割合の調査結果を下表に示す。
| 分類   | 食べ物                 | 割合（%） |
| ------ | ---------------------- | --------- |
| 哺乳類 | ネズミ科               | 58        |
| 哺乳類 | モグラ科               | 19        |
| 哺乳類 | トガリネズミ科         | 7         |
| 哺乳類 | ウサギ、リス、モモンガ | 3         |
| 鳥類   | 鳥類                   | 11        |
| 昆虫   | 昆虫                   | 2         |

### 繁殖
繁殖様式は卵生。主に大木の樹洞に巣を作るが、木の根元の地上、地上の穴、屋根裏、神社の軒下や巣箱、他の鳥類の古巣などを利用することもある。フクロウが利用した巣穴には獣毛が混じったペリットが残っていることが多い。2-4月頃に、巣営地付近で夜になると雌雄で盛んに鳴き交わす。3-4月頃に、巣穴に巣材を使わず直接産卵を行う。白色の卵を1-3日おきに2-4個産み28-35日の期間メスが胸の羽根を開いて40度の体温で抱卵する。卵は長径約5.1cm、短径4.2cm、質量50gほどで、白色無斑。卵が転がりやすい形状であるため、巣に小さな窪みを彫って産座を設ける。抱卵の期間に、オスは1日に1-2個体の獲物を捕獲し鳴きながら巣の近くまで来てメスに獲物を受け渡す。メスは獲物を丸呑みしてすぐに巣に戻る。雛へはオスとメスの両方がネズミなどを給餌する。メスは雛へ丁寧に餌を給餌し、雛たちは温厚で互いに争うことなく、35-40日ほどで巣立つ。雛は孵化して2週間ほどで羽毛が生えそろって体温調整ができるようになり、餌を丸呑みできるようになる。この期間にオスが巣へ運ぶ餌の量が急激に多くなり、メスも巣内に留まり、餌を食いちぎって雛へ給餌を行い、巣内のヒナの糞を食べる。孵化して約2週間後には雛の餌の量が増えるため、メスも巣を離れて獲物を捕獲するようになる。孵化して1か月ほどで巣立ち、2-3か月両親から狩りの訓練を受けたり飛ぶ練習などを行い、その年の9-11月頃に親から離れて独り立ちする。雛は一度巣から出ると、もう巣には戻らない。雛に餌をちぎって与えるのはメスが行い、オスは獲物をメスに渡すとまた獲物を捕りに出かける。巣立ち後約50日ごろに羽毛が生え揃い若鳥となる。通常一夫一妻制で、繁殖に成功したつがいは翌年同じ巣を利用する傾向が強い。メスの平均寿命は約8年、3-4年目から繁殖を始めることが多く、5年ほど繁殖を続ける。

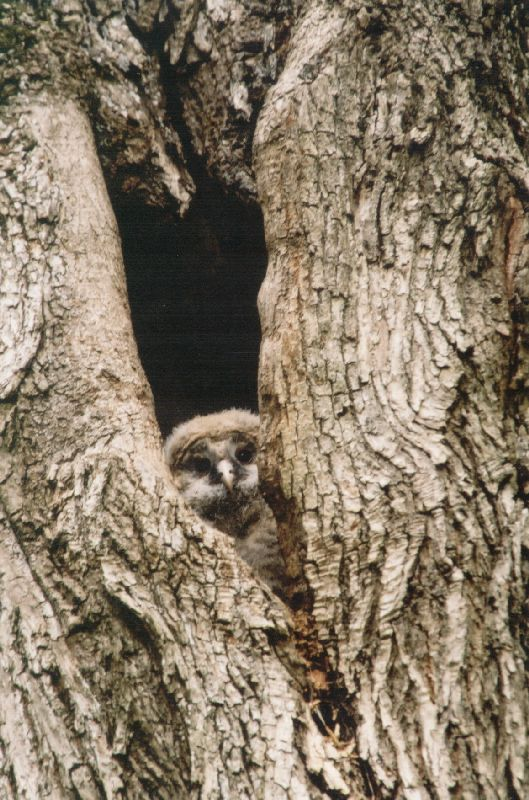
大木の樹洞の巣から顔を出す雛
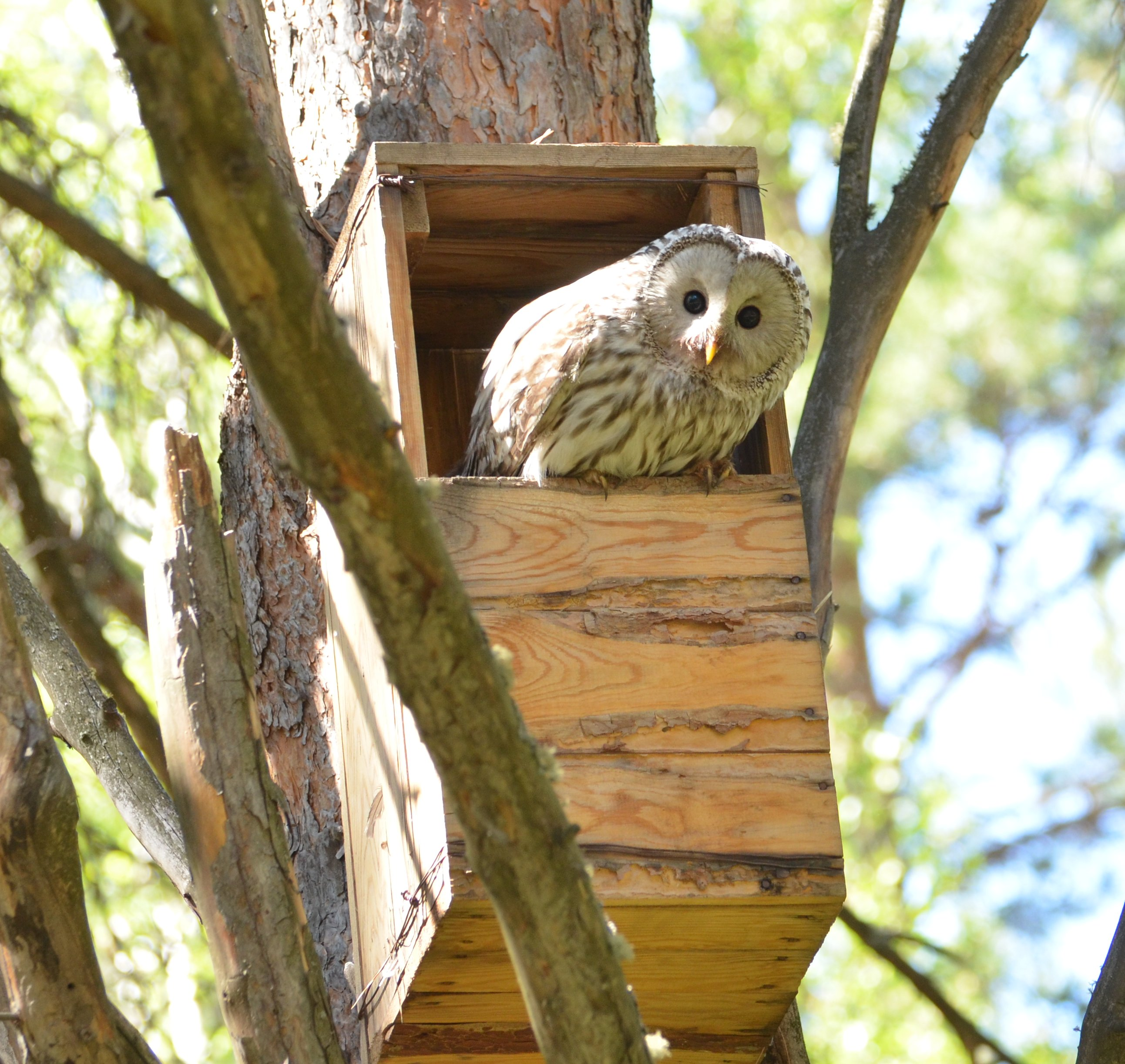
巣箱に巣営することがある
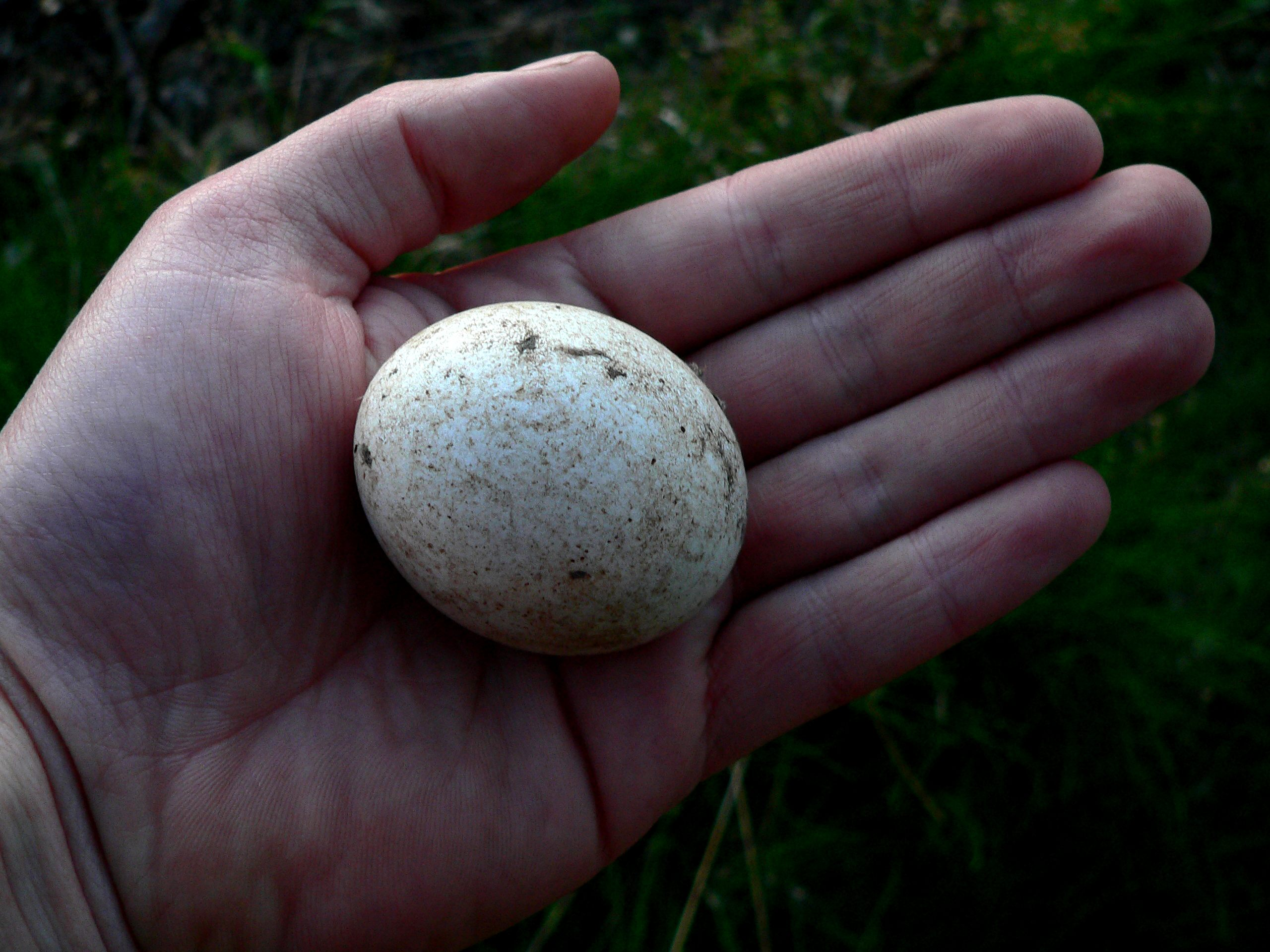
卵
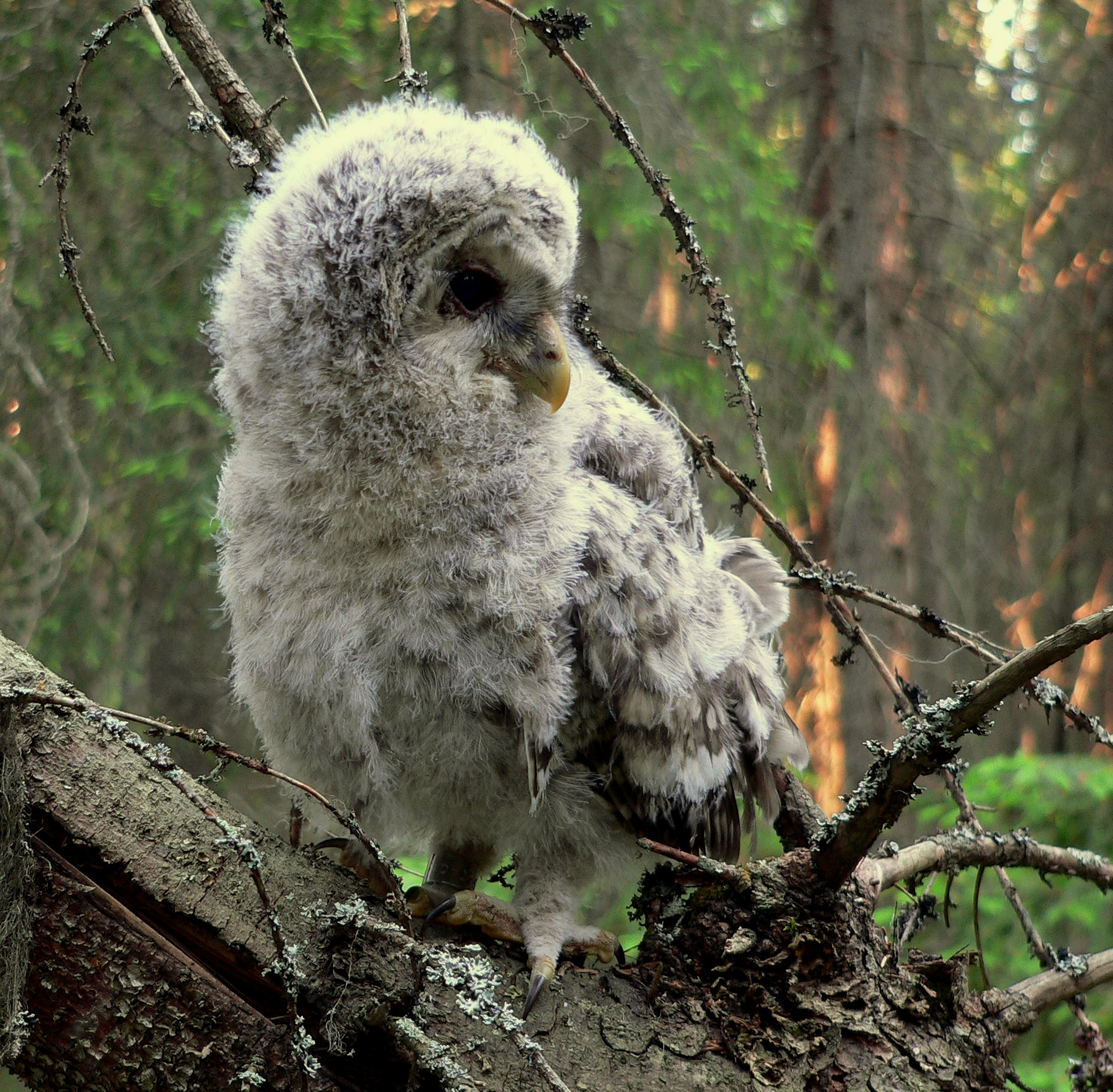
雛

### 鳴き声
種類は成鳥が14種類、幼鳥が4種類存在し、鳴き声は数キロメートル先まで届くことがある。
オスは十数秒おきに犬が吠えるような低い音で物悲しく鳴くことから、不吉な鳥とされることもある。

#### さえずり
オスは「ゴッホウ ゴロッケ ゴゥホウ」と透き通った良く通る声で鳴き、メスは低くかすれたあまり響かない同様な声で鳴く。
鳴き声を日本語に置き換えた表現（聞きなし）としては「五郎助奉公」や「ボロ着て奉公」、「糊付け干せ」などがあるが、「糊付け干せ」に関しては「フクロウの染め物屋」という昔話が存在する。
フクロウの染め物屋（要約）

#### 地鳴き
オスは「ホッ、ホッ、ホッ、ホッ……」、メスは「ギャーッ!、ギャーッ!」と鋭く濁った鳴き声で鳴く。

## 名前の由来
学名の属名（Strix）はフクロウを意味し、種小名の（uralensis）はウラル地方を意味する。
和名は、毛が膨れた鳥であることに由来する、鳴き声に由来する、昼隠居（ひるかくろふ）から転じたなどの説がある。異名として、不孝鳥、猫鳥、ごろすけ、ほろすけ、ほーほーどり、ぼんどりなどがある。古語で飯豊（いひとよ）と呼ばれていた。日本と中国では、梟は母親を食べて成長すると考えられていた為「不孝鳥」と呼ばれる。日蓮は著作において何度もこの点を挙げている。
「梟雄」という古くからの言葉も、親殺しを下克上の例えから転じたものに由来する。あるいは「フクロウ」の名称が「不苦労」または「福老」に通じるため縁起物とされることもある。広義にフクロウ目の仲間全体もフクロウと呼ばれている。

## 種の保全状況評価
1979年にフクロウ目単位でワシントン条約附属書IIに掲載されている。2009年現在は岡山県レッドデータブックで絶滅危惧II類と判定されている。2010年現在は東京都レッドデータブックにおいて区部で絶滅危惧IA類・北多摩および南多摩で絶滅危惧IB類・西多摩で絶滅危惧II類と判定されている。2011年現在は埼玉県レッドデータブックで繁殖個体群が地域別危惧、越冬個体群が準絶滅危惧と判定されている。2011年現在千葉県レッドデータブックでは重要保護生物と判定されている。2015年現在は三重県レッドデータブックで準絶滅危惧と判定されている。
S. u. hondoensis フクロウ
2010年現在青森県レッドデータブックではランクCと判定されている
繁殖に適した洞穴がある森林伐採により、個体数が減少している。1971年10月から2001年3月までの31年間に新潟県愛鳥センターで保護収容されたフクロウは288羽で、その後放鳥されたものは130羽であった。5月に幼鳥が多く収容されている。仙台市八木山動物公園が1982年に日本国内で初めて繁殖に成功し、繁殖賞を受賞した。
日本では以下の多くの都道府県でレッドリストの指定を受けている。
- 絶滅危惧IA類（CR）- 東京都区部[注釈 8][61]
- 重要保護生物（B） - 千葉県[注釈 9][62]
- 絶滅危惧II類（VU） - 大阪府、和歌山県、岡山県[63]、大分県[64]、宮崎県
- 準絶滅危惧（NT） - 栃木県[65]、埼玉県[66]、神奈川県、山梨県、長野県、岐阜県[67]、静岡県、愛知県[68]、三重県[69]、京都府[70]、鳥取県[71]、島根県[72]、山口県[73]、福島県
  - 希少野生生物（Cランク） - 青森県[注釈 10][74]
  - 希少種 - 奈良県[注釈 11]
- その他
  - Dランク - 岩手県
  - 希少種 - 滋賀県

韓国では本種が大韓民国指定天然記念物に選定されている。

## 人間との関係

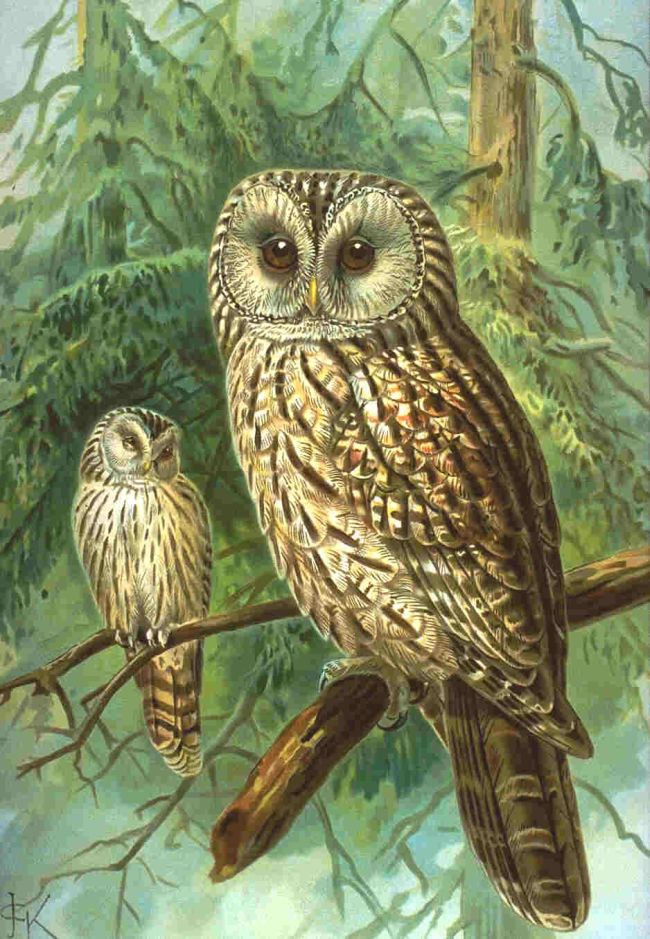
イラスト

ギリシャ神話において、フクロウは女神アテーナーの象徴であるとされる。知恵の女神アテーナーの象徴であることから転じて知恵の象徴とされることも多い。ミネルヴァのフクロウもその一例である。民話や童話においては、森林の長老や知恵袋の役割としてフクロウがしばしば登場する。
一方東洋では、フクロウは成長した雛が母鳥を食べるという言い伝えがあり、転じて「親不孝者」の象徴とされている。唐朝の武則天は政敵を貶める目的から政敵の遺族の姓を「蟒」（ウワバミ、蛇の一種）と「梟」に変えさせている。「梟帥（きょうすい）」や「梟雄（きょうゆう）」は荒々しい人、盗賊の頭目を意味する（『日本書紀』は朝廷に従わない地域の長を意味する「タケル」に「梟帥」の字をあてている）。獄門の別名を梟首（きょうしゅ）と言う。
その一方で前述のように縁起物とされ、フクロウの置物も存在する。またことわざの一つに「フクロウの宵鳴き、糊すって待て」というものがある。宵にフクロウが鳴くと明日は晴れるので洗濯物を干せという意味。
普段は穏やかでおとなしい気質であるため人間から非常に親しまれている鳥であるが、繁殖期には雛を守るため巣に近づく人間に対して攻撃的になる。巣に近づく人間に向かって飛びかかり、鋭い爪で目を攻撃して失明させたり、耳を引きちぎったりする事例がヨーロッパでは広く認知されている。
フクロウの主食がノネズミであることから、日本では江戸時代から畑に杭を打ってフクロウの止まり木を提供しノネズミの駆除に利用し、東南アジアでは田畑や果樹園の横に巣営場所を提供しノネズミ駆除に利用している。
初列風切羽の外弁の縁ギザギザの鋸歯状の構造（セレーション、serration）には消音効果があり、新幹線500系電車の翼型パンタグラフに取り付けられたボルテックスジェネレーターは、このフクロウの羽根の構造を参考にして開発されている

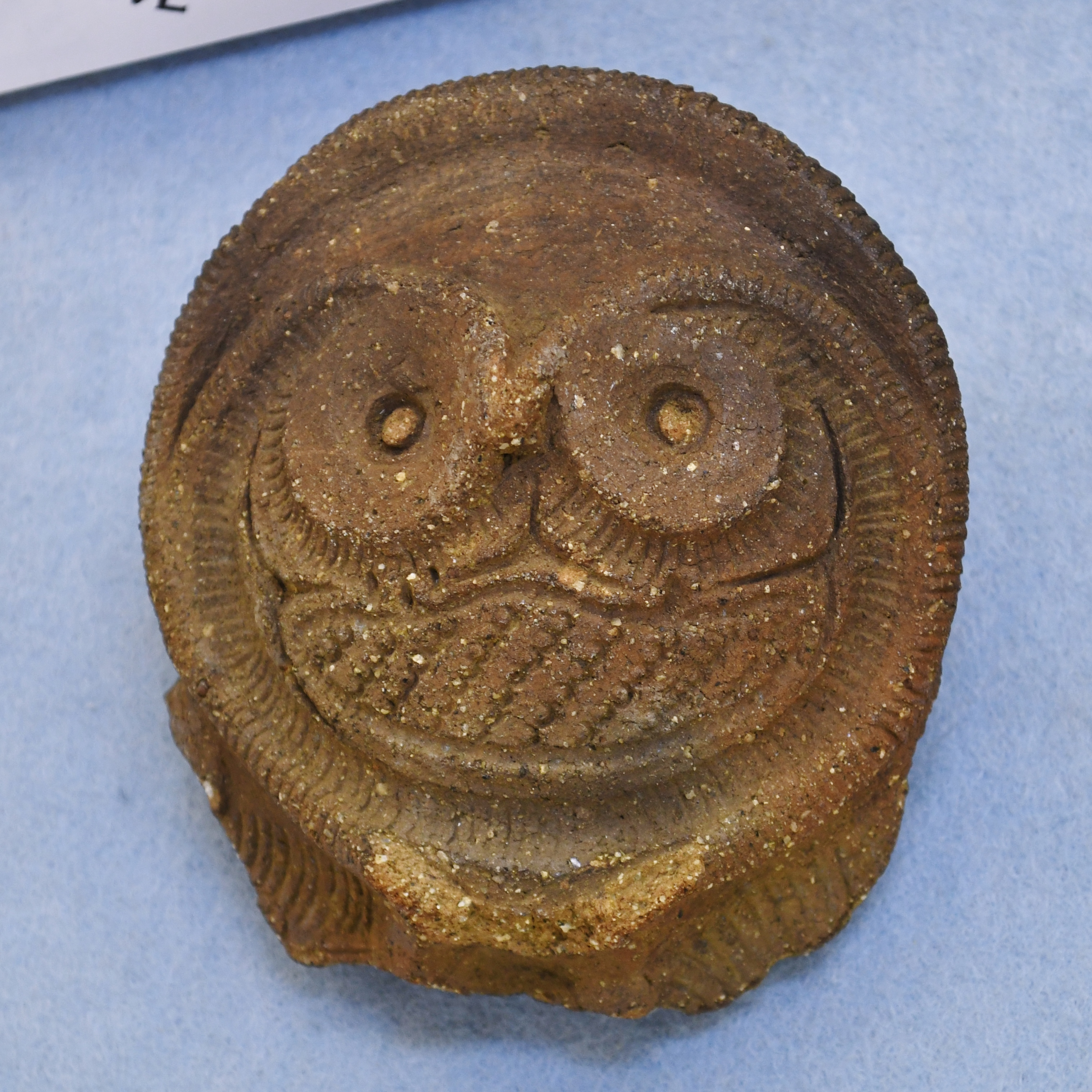
縄文土器のフクロウ把手

### 日本
日本の場合、一定の大きさ以内であれば個人が飼うには届け出等は不要である。肉食であること、飼育場所は常に清潔を保たなくてはいけないこと、飛ぶことのできる相応の広さを確保しなくてはならないことなどを留意すべきである。雛の頃から育てたとしても必ずしも懐く訳ではなく、飼ってから後悔しないように、よくよく検討してから購入するべきである。正しく飼育すれば20年ほど生きる。
2010年代以降、フクロウの飼育は日本で人気を博している一方、乱獲や密輸を助長すること、飼育下で動物福祉が無視されていることから、フクロウの専門家や動物愛護団体は問題視している。

#### 自治体指定の鳥
以下の日本の自治体で指定の鳥とされている。
- 北海道石狩郡当別町
- 北海道釧路郡釧路町（エゾフクロウ）[80]
- 青森県青森市[81]
- 岩手県花巻市[82]
- 茨城県つくば市[83]
- 茨城県取手市[84]
- 千葉県松戸市[85]
- 東京都豊島区
- 山梨県北杜市[86]
- 静岡県袋井市[87]